# Excelsior Rotterdam
Excelsior Rotterdam (også kendt som blot Excelsior) er en hollandsk fodboldklub fra Rotterdam. Klubben blev stiftet 23. juli 1902, og var i en periode også kendt som Rotterdamse Voetbal en Atletiek Vereniging Excelsior. Klubben rykkede ned fra den bedste hollandske fodboldrække i sæsonen 2007/08, men rykkede op igen i 2009/10, men rykkede derefter atter ned igen.

## Udlejet
|  |  | - Lars Hutten til Helmond Sport |
|  |  | ------------------------------- |